# Boulet à la liégeoise

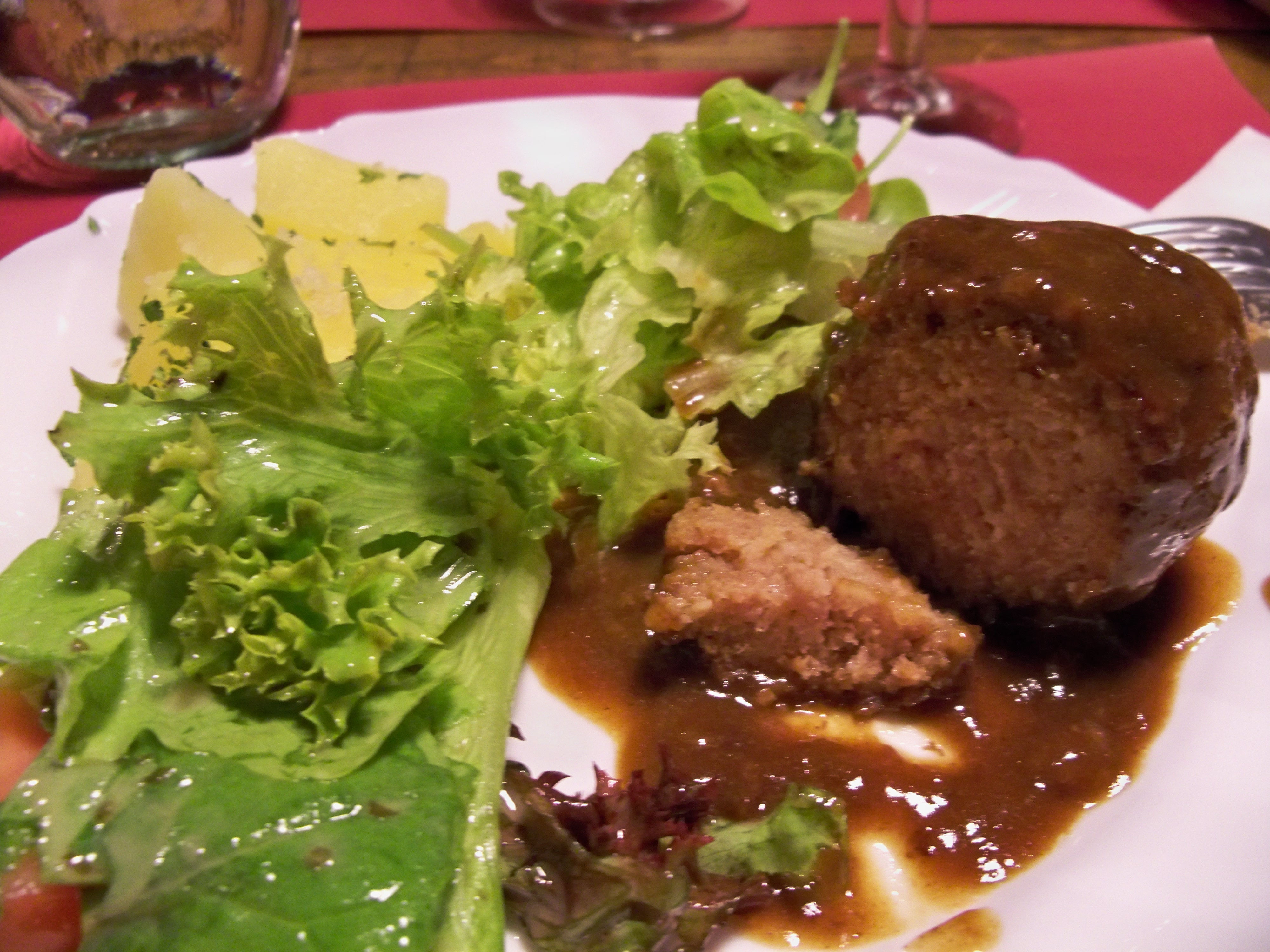
Boulet à la Liégeoise

Boulet à la liégeoise, in het Nederlands Luikse balletjes, ook bekend als boulet sauce lapin of  boulet sauce chasseur, is een streekgerecht uit de Belgische stad Luik. Meestal wordt het geserveerd met frites, dit noemt men boulet frites à la liégeoise of kortweg boulets-frites. De boulet (gehaktbal) wordt geblust met azijn en er wordt afhankelijk van het recept meestal ui, tijm, laurier, krenten, Luikse stroop en  marjolein toegevoegd. 